# Kapi Béla
Kapi Béla (Sopron, 1879. augusztus 1. – Győr, 1957. április 2.) a Dunántúli evangélikus egyházkerület szuperintendense (azaz püspöke) 1916-tól 1948-ig, egyházi író.

## Élete
Édesapja Kapi Gyula, édesanyja Hirschfeld Adrienne volt. 1885–1889 között elemi iskolás volt a soproni Evangélikus Tanítóképző Intézet gyakorlóiskolájában. A következő 8 évben a soproni evangélikus líceum diákja. 1897–1900 között a soproni evangélikus teológiai akadémia hallgatója. 1900–1901-ben ösztöndíjas egyetemi hallgató Rostockban. 
1901. szeptember 29-én Gyurátz Ferenc püspök lelkésszé avatta Sopronban. 1901–1902-ben ösztöndíjas egyetemi hallgató volt Halléban. 1902 júliusától Nemesdömölkön segédlelkész. 1904 decemberében Gyurátz Ferenc püspöki titkára lett Pápán. 1905. május 26-án feleségül vette Hegedűs Katalint, akitől hat gyermeke született. 1905–1916 között gyülekezeti lelkész volt Körmenden. 
1916-tól 1928-ig a Szombathelyi Evangélikus Egyházközség lelkésze és 1916–1948 között a Nyugati  (Dunántúli) evangélikus egyházkerület püspöke volt. 1928-ban Győrbe hívták meg lelkésznek. Megalapította a Harangszó című lapot, melynek 1917-ig főszerkesztője volt. Számos elemi népiskolai tankönyvet és egyháztörténeti olvasókönyvet szerkesztett.
1927–1939 között a felsőház tagja, 1948-ban vonult nyugdíjba.

## Művei
- Munkáskérdés és a keresztény erkölcstan (Budapest, 1902)
- Az ember tragédiájának világnézete (Budapest, 1903)
- Biblia és a társadalom (Budapest, 1904)
- Pálfy József; s.n., Bp., 1907 (Egyházunk nagyjai)
- Kovács Balázs esete; Luther-Társaság, Bp., 1907 (A Luther-Társaság kiadványa)
- Ad astra. A művelt társadalom kérdéseiből; Lampel, Bp., 1908
- Hitünk igazsága. Az evangélikus és római kath. egyház közötti különbségekről; Hornyánszky Ny., Bp., 1909 (A Luther-Társaság kiadványa)
- A boldogság könyve; Wellisch, Szentgotthárd, 1911
- Erős várunk az Isten! Elmélkedések és vigasztalások a háború idejére; Luther-Társaság, Bp., 1914
- Az én vallásom a Krisztus vallása. Mi a különbség az evangélikus és a katholikus vallás között?; Hornyánszky Ny., Bp., 1914 (A Luther-Társaság kiadványa)
- Patikáriusék bibliája. Elbeszélés a protestáns üldöztetés korából; Luther-Társaság, Bp., 1914 (A Luther-Társaság kiadványa)
- Háború és vallás (Budapest, 1916)
- Új élet (Budapest, 1924)
- Az Úr oltalmában. Történeti elbeszélés; Wellisch Ny., Szentgotthárd, 1925 (Harangszó-könyvtár)
- Bizonyságtevés. Egyházi beszédek (Szentgotthárd, 1926)
- Olvasókönyv az elemi népiskola V. és VI. oszt. valamint a továbbképző népiskola számára; összeáll. Kapi Béla, Papp József; Franklin, Bp., 1927
- Isten hárfása. Történeti elbeszélés (Budapest, 1933)
- Kegyelem és Élet (Első kötet). Egyházi beszédek, tanulmányok, előadások és egyéb írások (Győr, 1940)
- Kegyelem és Élet (Második kötet) (Győr, 1940)
- Az iskolai kisgyülekezet alapirata és magyarázóirata; Baross Ny., Győr, 1940
- Olthatatlan fáklya. Bornemisza Péter élete; Baross Ny., Győr, 1942
- Papok a főpap előtt; Baross Ny., Győr, 1942
- Megjegyzések az „Evangélikus német gyülekezeteink égető kérdéseinek megoldásáról” írt „Memorandumra”; Baross Ny., Győr, 1942
- Kapi Béla: Élő Kossuth / Ordass Lajos: Bizonyságok fellege. Az ev. egyház ünnepi nyilatkozata; Magyarországi Evangélikus Egyházegyetem, Bp., 1948
- Lámpás az oltár zsámolyán. Kapi Béla püspök feljegyzései életéről és szolgálatáról; szerk., jegyz. Mirák Katalin; Berzsenyi Dániel Evangélikus Gimnázium (Líceum) és Kollégium, Sopron, 2004